# Osmitopsis afra
Osmitopsis afra là một loài thực vật có hoa trong họ Cúc. Loài này được (L.) K.Bremer mô tả khoa học đầu tiên năm 1972.